# Білий список
«Білий список» — практика ідентифікації суб'єктів, яким надаються певні привілеї, послуги, мобільність, доступ або визнання. Суб'єкти в списку будуть прийняті, схвалені та /або будуть визнані. «Білий список» — це протилежність чорних списків, практика ідентифікації осіб, які заперечуються, не визнаються або піддаються остракізму.